# George White’s Scandals
Die George White’s Scandals waren jährlich wiederkehrende Revue-Produktionen am Broadway, die von 1919 bis 1931 – ausgenommen 1927 und 1930 – herausgebracht wurden. Die 1932er Ausgabe erschien unter dem Titel George White’s Music Hall Varieties; 1936 wieder unter dem alten Titel und letztmals 1939.
Die Revuen entstanden unter der geschäftlichen Leitung von George White, der zudem als Autor, Choreograf und Regisseur, aber auch als Schauspieler und Tänzer, tätig wurde. White, der zuvor in einigen Ziegfeld-Follies-Revuen als Tänzer aufgetreten war, gestaltete die „Scandals“ nach dem Vorbild der „Follies“, für die sie sich bald zu einer Konkurrenz entwickelten.
Die Gründung der „Scandals“ fiel in den Beginn des „Jazz-Zeitalters“. Die Revuen waren bekannt für ihre temporeichen und jazzigen Musik- und Tanznummern; die Sketche für ihre Aktualität. Die Revue des Jahres 1926 wurde mit 432 Vorstellungen zur erfolgreichsten Ausgabe; sie lief bis Anfang Juni des folgenden Jahres.
Whites erster Star wurde Ann Pennington, die 1919 ebenfalls von den Ziegfeld Follies herübergewechselt war. Von 1920 bis 1925 engagierte White George Gershwin als Hauskomponist – Gershwin arbeitete dort u. a. mit den Textdichtern Arthur Jackson, B. G. DeSylva und Lew Brown zusammen. Paul Whiteman und seine Big Band begleiteten die Shows von 1920 bis 1928 musikalisch. Ray Henderson komponierte für die „Scandals“ von 1925, 1926, 1928 zusammen mit den Textdichtern DeSylva und Brown; für die 1931er Ausgabe noch einmal mit Brown und mit dem Texter Jack Yellen für die 1936er. Für die letzte Revue 1939 komponierte Sammy Fain zusammen mit Yellen.
Berühmt sind die Kostüm- und Bühnenbilder des Art-déco-Künstlers Erté, die der Russe von 1922 bis 1929 für die „Scandals“ gestaltete.
Für viele bekannte Unterhaltungskünstler standen die „Scandals“ am Beginn ihrer Karriere: Helen Morgan, Alice Faye, Rudy Vallée, Louise Brooks, Sally Starr, Alice White, Dolores Costello, The Three Stooges, Ray Bolger, W. C. Fields, Ethel Merman, Eleanor Powell, Bert Lahr, Ann Miller.

## Bekannte Musiknummern
- 1921 Drifting Along with the Tide, George Gershwin (Musik), Arthur Jackson (Text)
- 1922
  - I’ll Build a Stairway to Paradise, George Gershwin (Musik), B. G. DeSylva und Arthur Francis alias Ira Gershwin (Text)
  - Blue Monday (Blues), George Gershwin (Musik), B. G. DeSylva (Libretto) – Die Oper wurde als Zwischenaktmusik nach nur einer Vorstellung abgesetzt
- 1924 Somebody Loves Me, George Gershwin (Musik), Ballard MacDonald und B.G. DeSylva (Text)
- 1926
  - Black Bottom, Ray Henderson (Musik), B. G. DeSylva und Lew Brown (Text)
  - Birth of the Blues, Ray Henderson (Musik), B. G. DeSylva und Lew Brown (Text)
- 1931
  - Life Is Just a Bowl of Cherries, Ray Henderson (Musik), Lew Brown (Text)
  - The Thrill Is Gone, Ray Henderson (Musik), Lew Brown (Text)

## Verfilmungen
George White brachte den Namen seiner erfolgreichen Jahresrevue in den 1930ern nach Hollywood. White produzierte zwei Filme, bei denen er sich auch am Drehbuch, an der Regie und als Schauspieler beteiligte: George White’s Scandals im Jahr 1934 und George White’s 1935 Scandals. Einen weiteren Musikfilm unter dem Titel George White’s Scandals, brachte RKO Pictures 1945 heraus.